# ريتشموند (رود آيلاند)
ريتشموند (بالإنجليزية: Richmond)‏ هي بلدة تقع بولاية رود آيلاند في الولايات المتحدة. تبلغ مساحتها 105.6 (كم²)، وترتفع عن سطح البحر 116 م، بلغ عدد سكانها 7708 نسمة في عام 2010 حسب إحصاء مكتب تعداد الولايات المتحدة وتصل الكثافة السكانية فيها 7 نسمة/كم2.

## وصلات خارجية
- http://www.richmondri.com
- The US50 - Cities and Towns in Rhode Island State
- Rhode Island Cities and Towns, Facts, Map, Flag, Colleges, Government, and More